# Federazione di baseball del Messico
La Federazione messicana di baseball (spa. Federación Mexicana de Béisbol) è un'organizzazione fondata per governare la pratica del baseball e del softball in Messico.
Organizza il campionato maschile e di softball femminile, e pone sotto la propria egida la nazionale maschile e di softball femminile.